# Rywina niska
Rywina niska (Rivina humilis L.) – gatunek rośliny z rodziny Petiveriaceae.

## Morfologia

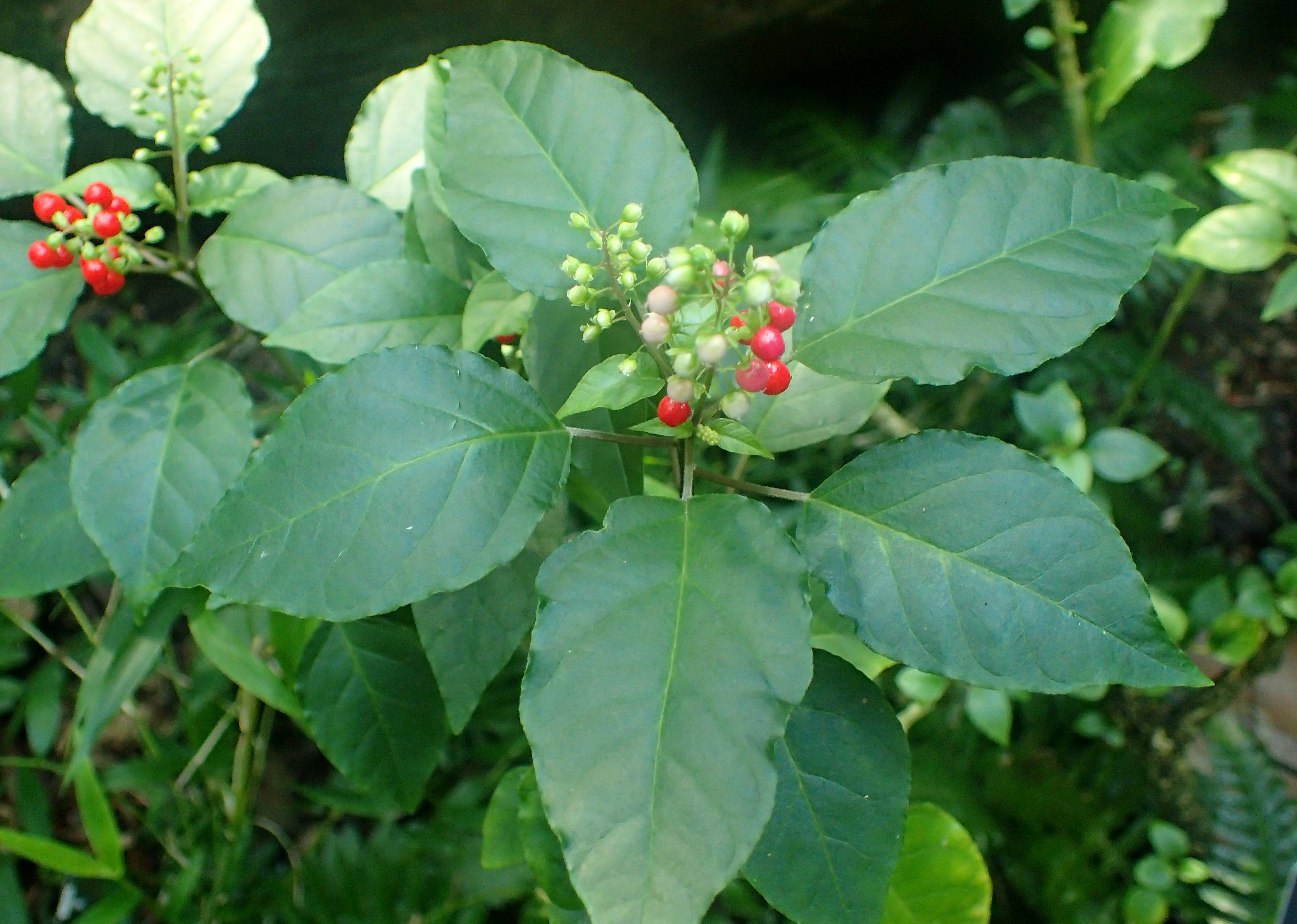
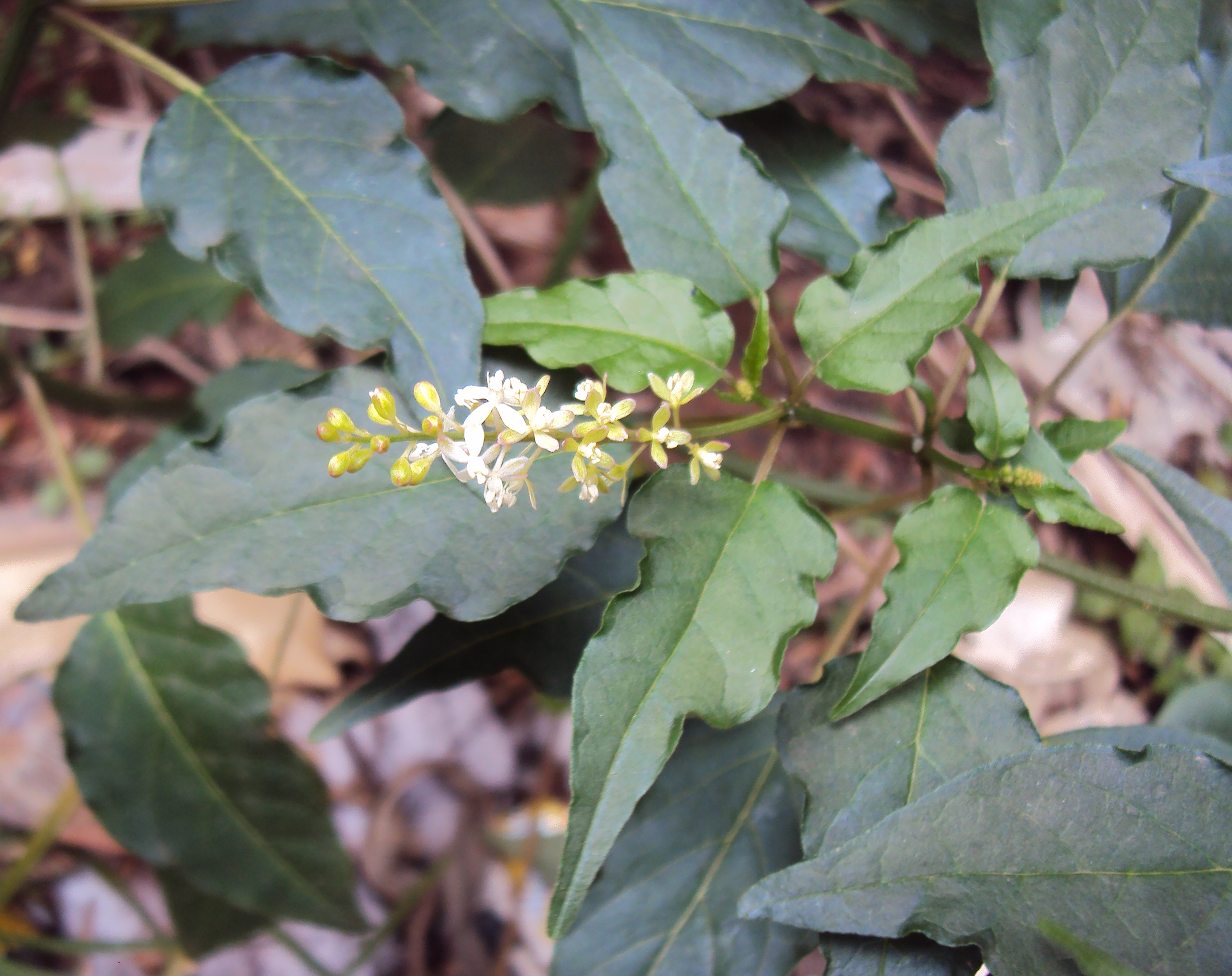
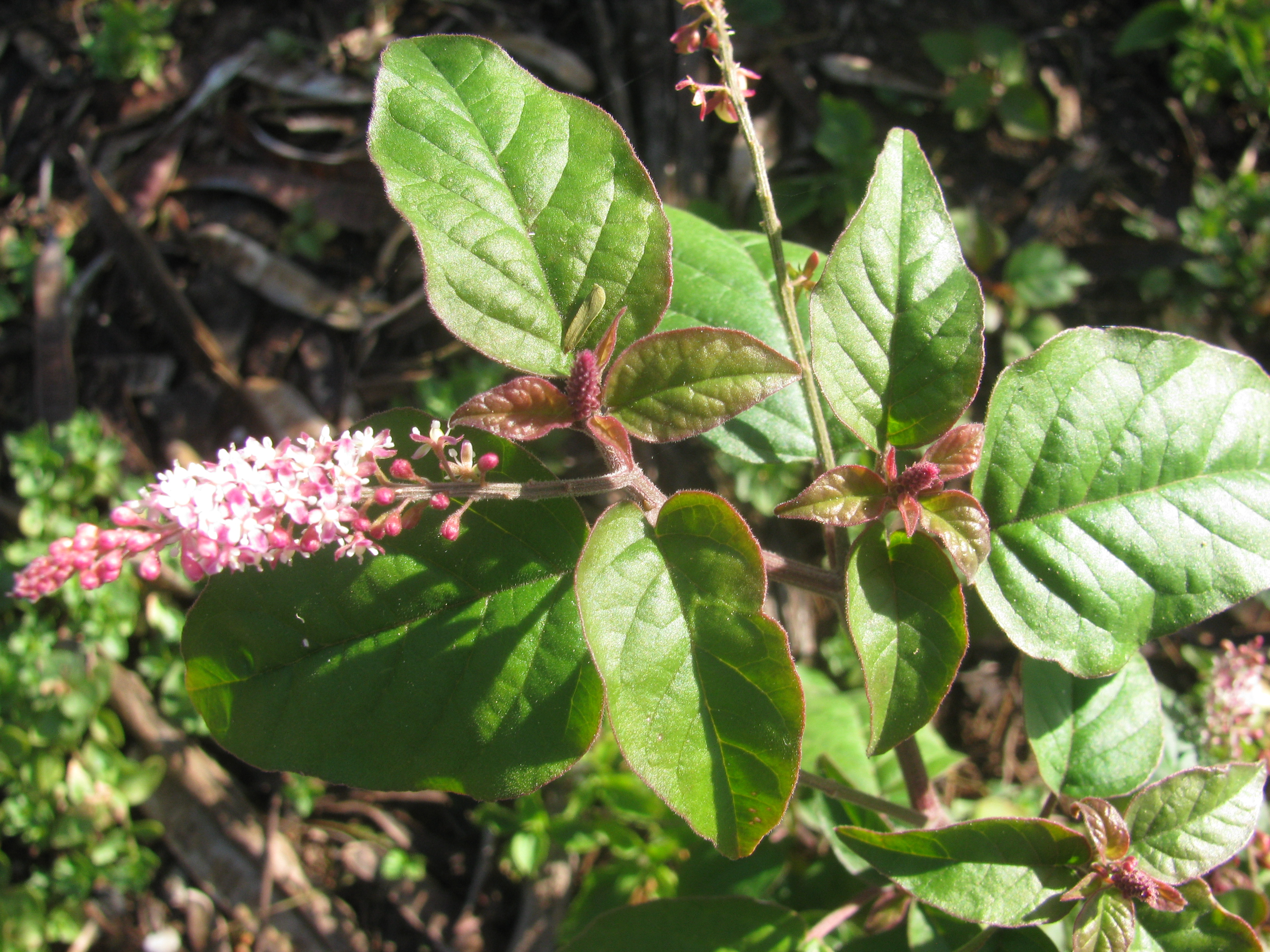
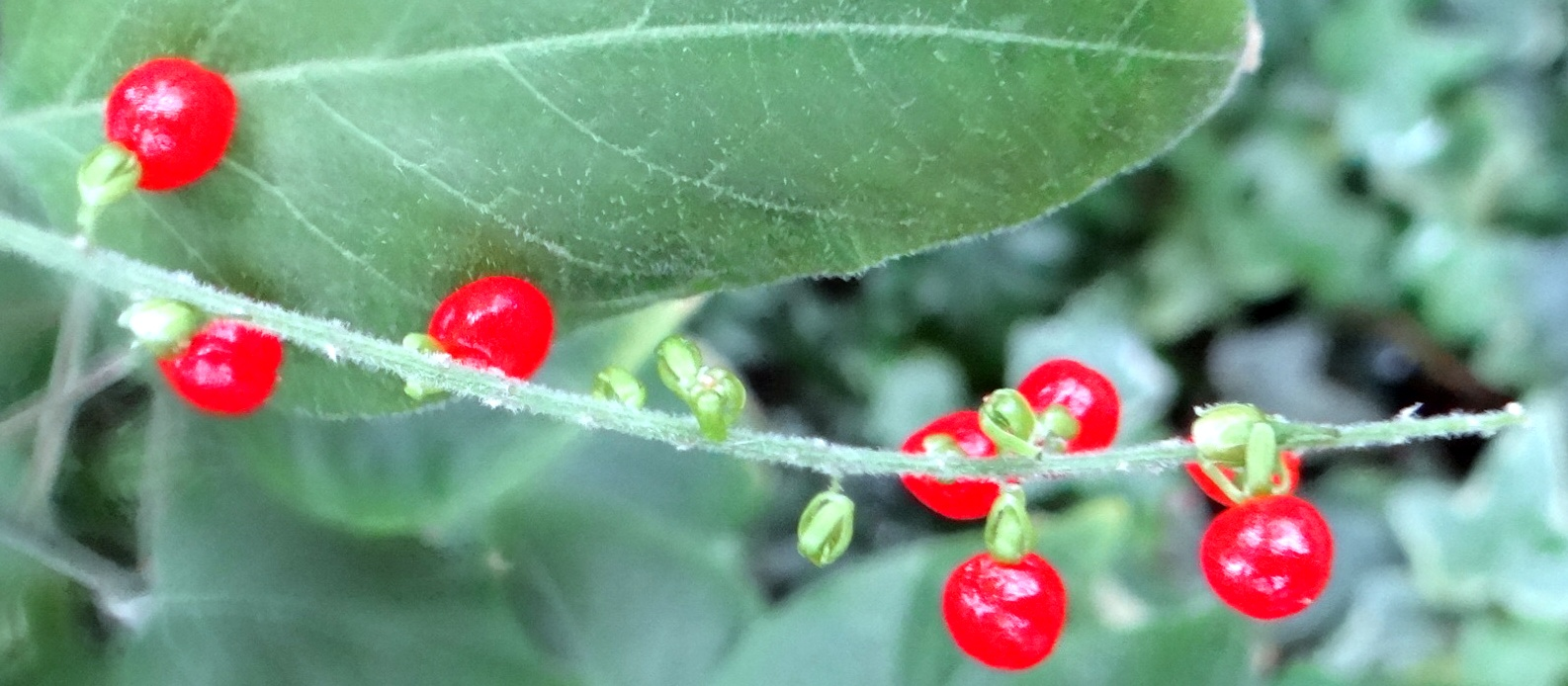

PokrójKrzew lub roślina zielna o wyprostowanych pędach, osiągająca wysokość do 10 m.
LiściePojedyncze, eliptyczne, jajowate lub lancetowate o ostrych lub spiczastych wierzchołkach i okrągłej lub ściętej nasadzie. Brzeg lekko ząbkowany. Mają szerokość 2–6 cm, długość 4–12 cm i osadzone są na ogonkach o długości 0,6–11 cm.
KwiatyDrobne, zwisające zebrane w grono. Szypułki kwiatowe o długości 3 mm, podczas kwitnienia wydłużają się i w owocach osiągają długość około 7 mm. Przysadki lancetowate, o długości ok. 2 mm, płatki korony cztery, eliptyczne lub odwrotnie jajowate, białe lub różowo-białe, o długości 2–3,5 mm. Pręciki 4, o długości ok. 1,5 mm, wyrastające z podstawy okwiatu. Są krótsze od działek i wyrastają naprzemiennie do nich. Słupek jeden.
OwoceSzkarłatna lub czerwona jagoda o średnicy 4–4,5 mm. Zawiera dwa soczewkowate nasiona o średnicy 2 mm.

## Siedlisko i występowanie
Występuje w strefie klimatu tropikalnego i podzwrotnikowego na całej Ziemi.
Rośnie w lasach, zaroślach, na poboczach dróg oraz jako chwast w uprawach rolnych na wysokości do 1700 m n.p.m.

## Zastosowanie
- Rivina humilis jest uprawiana jako roślina ozdobna w ciepłych regionach na całym świecie. Jej owoce są bardziej dekoracyjne od kwiatów[9]. Nadaje się na roślinę zadarniającą, gdyż dobrze toleruje cień. Jest uprawiana także jako roślina doniczkowa oraz w szklarniach.
- Na Karaibach sok z jagód był używany jako barwnik i atrament. Jagody zawierają pigment znany jako rivianin lub rivinianin[10].
- Sok z jagód został przetestowany na samcach szczurów i uważa się, że można go bezpiecznie spożywać[11].